# Hong Kong en los Juegos Olímpicos de Roma 1960
Hong Kong estuvo representado en los Juegos Olímpicos de Roma 1960 por cuatro deportistas masculinos que compitieron en dos deportes.
El equipo olímpico hongkonés no obtuvo ninguna medalla en estos Juegos.